# 김영철 (법조인)
김영철(金永喆, 1954년 ~ )은 제31대 대구고등검찰청 검사장을 역임한 법조인이다. 부인 서상금과 사이에 딸이 있다. 

## 생애
1946년 경상북도 금릉군에서 태어나 경북대학교 사대부설고등학교와 서울대학교 법학과를 졸업하고 제11회 사법시험에서 합격했다.
검찰 내에서 손꼽히는 특수수사 ,강력통으로 법무실장 재직할 때 인권법과 재외동포법 등을 매끄럽게 처리했다는 평가를 받았다. 검사장 승진 4년만에 1999년 6월 인사에서 뒤늦게 지방검찰청 검사장이 되었다.
서울지검 송무부 부장검사로 재직하던 1997년 3월 5일에 프라이버시권의 형사법적 보호에 관한 연구라는 박학학위 논문을 통해 "혼인빙자 간음죄는 성인의 성적 자기 결정권을 본질적으로 침해하고 여성을 독립된 인격체로 인정하지 않는 봉건주의적 남성 우월주의적 입법 잔재"라고 하면서 폐지를 주장했다.
또, 1997년 7월 18일에 학교법인 리라학원이 "리라초등학교 건물과 운동장으로 사용하고 있는 서울 중구 예장동 소재 부지 1800여 제곱미터는 리라학원이 1964년 국가에서 임대받아 사용해온 땅"이라고 하면서 1996년 5월에 "점유취득시효 20년이 완성돼 소유권을 갖게 됐다"고 주장하면서 학교부지에 대해 국가를 상대로 낸 소유권 이전 등기 청구소송 1심 재판을 진행하는 도중 학교를 관할하는 중구 교육청을 수색하여 학교 측이 "국유지를 임대받아 사용하고 있다"는 내용의 별지가 붙어있는 학교 정관 원본을 찾아내 법원에 제출한 결과 원고의 청구를 기각했다..

## 경력
- 전주지방검찰청 검사
- 법무부 관찰과장
- 법무부 조사과장
- 서울지검 특수2부장
- 서울지검 강력부장
- 대검찰청 중수1과장
- 서울지검 1차장
- 서울지방검찰청 북부지청장
- 1995년 부산고등검찰청 차장검사
- 서울고등검찰청 차장검사
- 1997년 법무부 보호국장
- 1998년 법무부 법무실장
- 1999년 6월 9일 ~ 1999년 8월 23일 제42대 부산지방검찰청 검사장
- 1999년 8월 24일 ~ 2000년 7월 14일 제8대 대전고등검찰청 검사장
- 2000년 7월 15일 ~ 2001년 5월 30일 제31대 대구고등검찰청 검사장
- 2001년 5월 31일 ~ 2002년 2월 8일 제24대 법무연수원장
- 2002년 ~  법무법인 태평양 고문 변호사
- 2003년 9월~중앙선거관리위원회 위원
- 2006년 5월~삼성화재 이사회 의장